# Formica pumila
Formica pumila é uma espécie de formiga do gênero Formica, pertencente à subfamília Formicinae.